# Йорганц, Мартен
Мартен Йорганц (фр. Marten Yorgantz; арм. Մարտեն Յորգանց, род. 24 июня, 1946, Стамбул) — французский певец и композитор армянского происхождения. Признан одним из самых популярных армянских поп-певцов в Европе.

## Биография

### Музыкальная деятельность
Записал 24 альбома на разных языках, включая армянский, итальянский и французский. Среди его хитов — «Chkuytik», «Hayi Achker», «Hayeren Ergenk», «Ayp, Pen, Kim», «Ay Maral Maral», «Partir pour ne plus revenir» и др. В 1980 Йорганц открыл ресторан в центре Парижа, где регулярно выступает.
После Спитакского землетрясения дал более 100 концертов для армянских детей.

## Награды
- Золотой микрофон, Франция, 1967
- Золотая медаль фестиваля Карот, Москва, 2008[2]

## Дискография
- Yorgantz for Children, 1992
- Armenia 2006, 2006
- The Best (Armenian Music Center), 2007

## Links
- Официальный сайт
- ЧГУЙТИК в YouTube